# 카이바노
카이바노(이탈리아어: Caivano)는 이탈리아 캄파니아주의 나폴리현 코무네다. 나폴리로부터 북동쪽으로 14km거리에 있다.